# 1754

## Събития
- основан е Колумбийския университет с харта на английския крал Джордж II.

## Родени
- 2 февруари – Шарл Морис дьо Талейран, френски политик
- 20 юни – Амалия фон Хесен-Дармщат, германска принцеса
- 8 август – Луиджи Маркези, италиански певец-кастрат
- 23 август – Луи XVI, крал на Франция и Навара

## Починали
- 15 април – Джакопо Рикати, италиански математик (* 1676)
- 15 април – Якопо Рикати, италиански математик